# Boges
Boges (siglo V a. C.) fue un gobernador medo de la ciudad de Eyón, conquistada por Cimón en 477-476 a. C.
El rey persa Jerjes consideró cobardes a los gobernadores expulsados por los griegos, excepto a Boges. Cuando se hallaba sitiado por los atenienses y tenía al amparo de una tregua la posibilidad de abandonar la plaza fuerte y regresar a Asia, se negó por temor al que el rey le creyera un cobarde y resistió hasta el límite. Tras degollar a sus hijos, a su esposa, a sus concubinas y servidores, los arrrojó a una pira. Esparcíó, desde lo alto de la muralla, por el Estrimón todo el oro y toda la plata de la ciudad y se arrojó al fuego.